# Iset Tower
La Iset Tower (en ruso : Исеть башня) es un rascacielos de 52 pisos en el distrito de negocios de Ekaterimburgo, Oblast de Sverdlovsk (Rusia). Es el edificio más alto de Ekaterimburgo y el decimosexto edificio más alto de Rusia, tiene una altura récord de 212,8 metros (698,2 pies). También fue el edificio más alto fuera de Moscú hasta que fue superado por el Lakhta Center de San Petersburgo. Se convirtió en la estructura más alta de Ekaterimburgo el 24 de marzo de 2018 cuando la cercana torre de televisión inacabada fue demolida como parte del programa de embellecimiento de la ciudad en preparación para la Copa Mundial de la FIFA 2018.
Fue nombrada por el Río Iset, el cual pasa por Ekaterimburgo.

## Arquitectura
La Iset Tower tiene 52 pisos sobre el suelo, 4 pisos bajo tierra, una altura arquitectónica de 209 m (685,70 ft) y una altura de techo de 197 m (646,33 pie). Está equipada con 225 apartamentos con servicios de primera clase, además de un casino y un aparcamiento. Según Werner Sobek, la Iset Tower ofrece comodidades modernas, como una zona de spa y bienestar, una piscina y su propio cine. También un gran restaurante, así como un salón y una variedad de tiendas en los pisos inferiores. Tiene también un parque público sobre un techo de grandes dimensiones que cubre el camino de entrada y las instalaciones de estacionamiento de la torre.
Usa hormigón como material estructural, fachada de vidrio y un sistema de fachada de muro cortina.
El complejo está dividido verticalmente en tres partes que se distinguen visualmente por tres tipos diferentes de fachada. El edificio fue diseñado para el clima extremadamente frío, para soportar temperaturas de -35 °C. 

## Galería

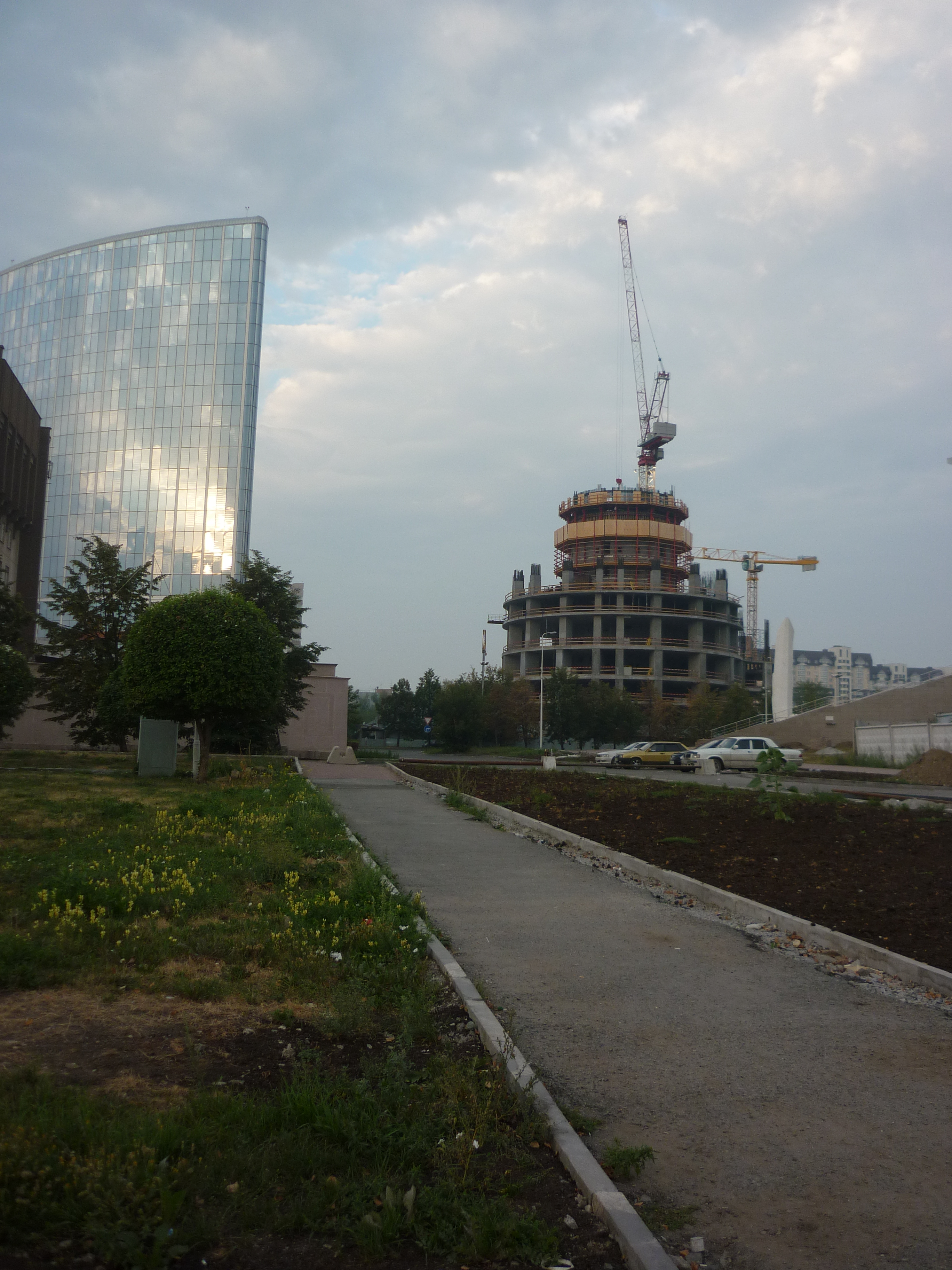
11 de agosto de 2012
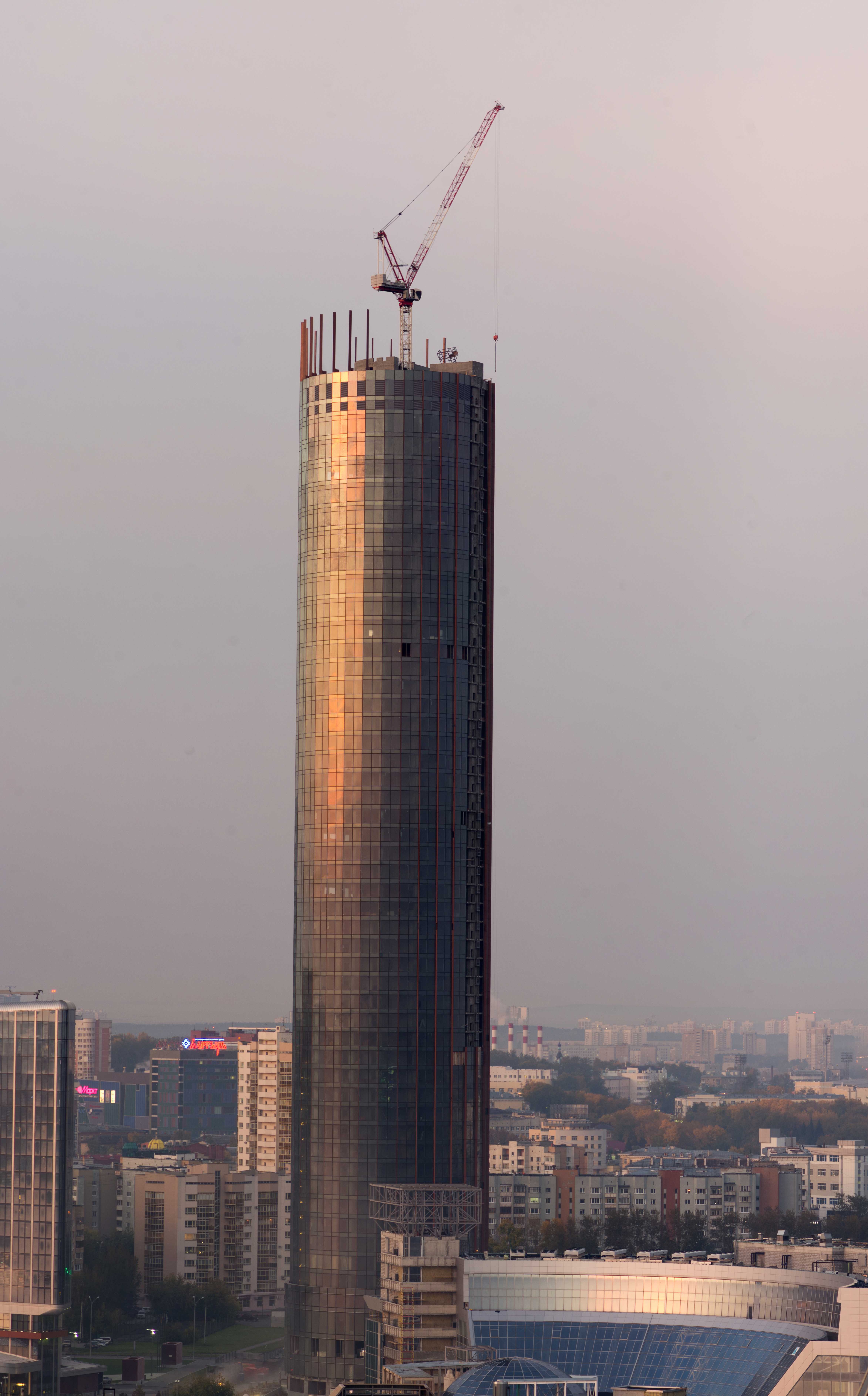
23 de septiembre de 2014